# St.-Nicolai-Kirche (Hagenburg)

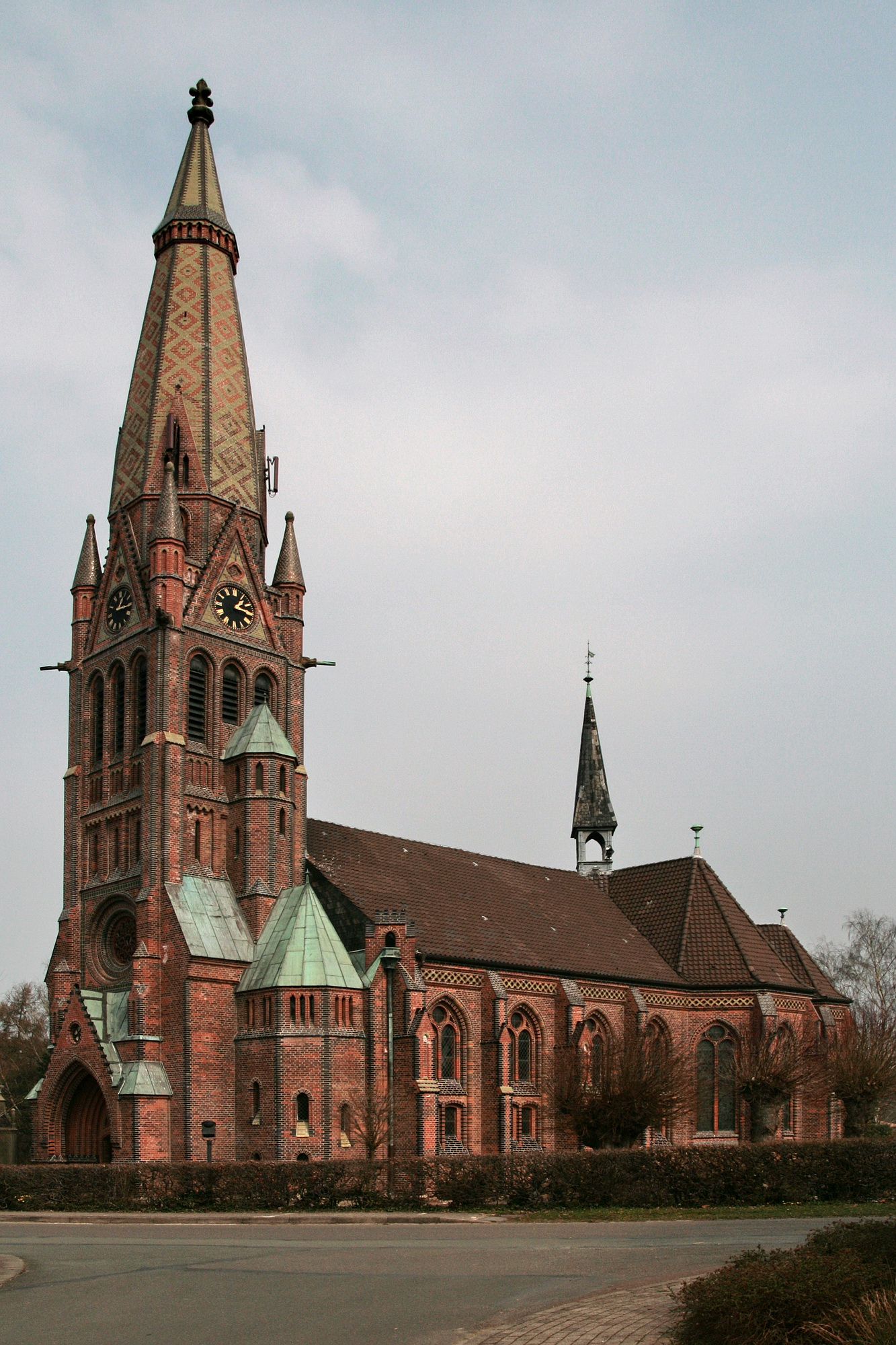
St. Nicolai von Norden

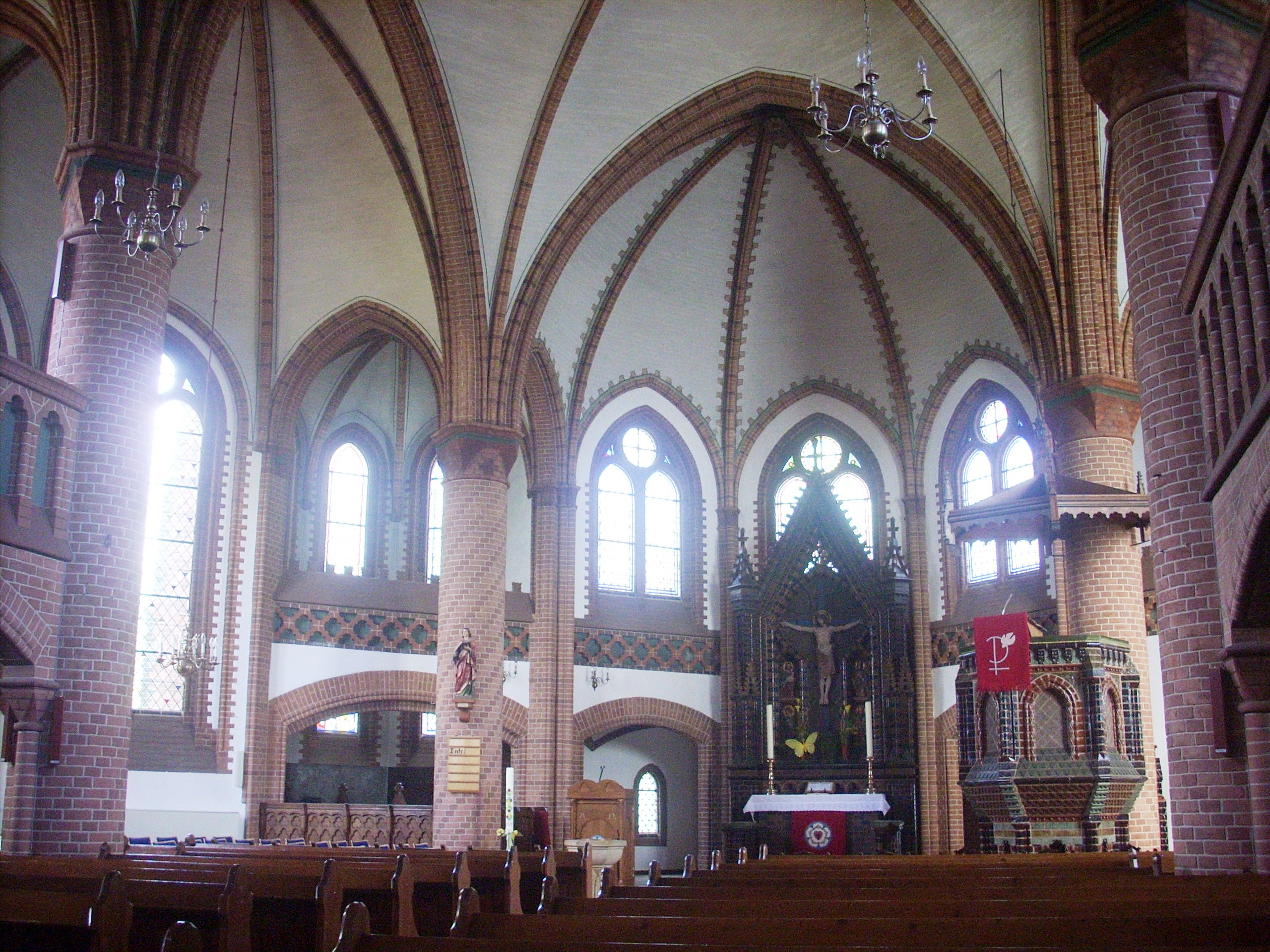
Inneres

Die St.-Nicolai-Kirche in Hagenburg im Landkreis Schaumburg ist die Kirche der Ortsgemeinde Hagenburg der Evangelisch-Lutherischen Landeskirche Schaumburg-Lippe und ein bedeutendes, original erhaltenes Baudenkmal der Neugotik.
Die Kirche, erbaut in den Jahren 1869–1871 als Ersatz für die zu klein und baufällig gewordene alte Dorfkirche des Ortsteils Altenhagen, ist ein aufwendiges Werk des seinerzeit führenden historistischen Architekten Conrad Wilhelm Hase. Sie verdankt ihre Entstehung einerseits dem Bedarf der angewachsenen Dorfbevölkerung sowie des beginnenden Ausflugstourismus am Steinhuder Meer, andererseits dem Repräsentationswillen des Fürsten Adolf Georg von Schaumburg-Lippe und seiner Familie, die das Schloss Hagenburg als Sommerresidenz nutzten und den Bau der Kirche mit Fürstenloge fast vollständig finanzierten. 
Hase entwarf die Kirche in den Formen der norddeutschen Backsteingotik mit reicher Gliederung und vielfältigem Zierrat. Baumaterial sind in verschiedenen Farben lasierte Ziegel. Der geostete Bau ist eine dreischiffige Hallenkirche, deren Seitenschiffe durch gemauerte Emporen in zwei Stockwerke geteilt sind. Den Ostabschluss des vierjochigen Langhauses bilden zwei nur angedeutete Querarme sowie der Altarraum, alle polygonal schließend. Über dem kathedralartig gestuften und mit Flankenbauten betonten Westportal erhebt sich der massive quadratische Turm mit Ecktürmchen und farbig ornamentierter Kegelspitze.
Auch die Ausstattung ist von Hase gestaltet. Sie setzt ganz auf die Wirkung der Architekturformen, denen die gemauerten Prinzipalstücke, vor allem das spitzbogen- und fialenreiche Altarretabel eingefügt sind.